# كي بيرلي
كي بيرلي (بالإنجليزية: Kay Burley)‏ (17 ديسمبر 1960، ويغان في المملكة المتحدة)؛ كاتِبة، مذيعة، مقدمة تلفزيونية، صحفية وروائية بريطانية.

## روابط خارجية
- كي بيرلي على موقع IMDb (الإنجليزية)